# زنان تشنه عدالت هستند
زنان گرسنه برای عدالت اعتراضی مستقیم در حمایت از تصویب اصلاحیه حقوق برابر در ایلینوی در سال ۱۹۸۲ بود. این روزه توجه قابل توجهی در مطبوعات به خود جلب کرد و شامل مشارکت سونیا جانسون، خواهر مورین فیدلر و زوئی نیکلسون بود.

## پس‌زمینه روزه
مهلت تعیین شده توسط کنگره برای تصویب اصلاحیه حقوق برابر در تابستان ۱۹۸۲ بود. این اصلاحیه در ۳۰ ژوئن همان سال منقضی شد، بنابراین هفت فعال حقوق زنان برای جلب توجه به لزوم تصویب اصلاحیه توسط قانونگذار ایالت ایلینوی، روزه ای برنامه‌ریزی کردند.

## مروری بر روزه

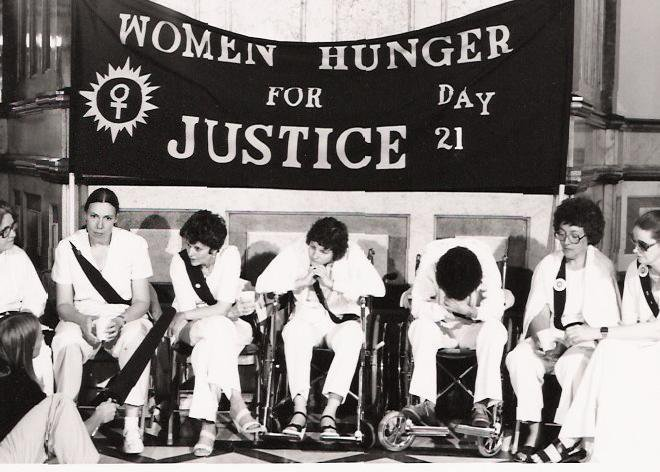
شرکت‌کنندگان در گرسنگی زنان برای عدالت روزه می‌گیرند

روزه در ۱۸ می ۱۹۸۲ آغاز شد و ۳۷ روز به طول انجامید. در طول روزه هم تمسخر تماشاگران و هم نگرانی در مطبوعات برای بهداشت زنان شرکت کننده وجود داشت. کمدین دیک گرگوری برای سه روز به دیدار زنان آمد و در روزه شرکت کرد. روزه داران در مطبوعات به نقل از روزه داران گفتند که آنها نمادی از «رنج زنان است که نامرئی مانده است.» اسناد و تصاویر روزه در آرشیو کالج اسمیت و کتابخانه شلزینگر نگهداری می‌شود.
مورین فیدلر، یک راهبه کلیسای کاتولیک، به دلیل شرکت در روزه مورد توجه مطبوعات قرار گرفت. او روزه را «شاهد دینی» نامید. روزه در ۲۴ ژوئن ۱۹۸۲ به پایان رسید.

## پشتیبانی از گلوریا استاینم
گلوریا استاینم، یکی از چهره‌های برجسته جنبش فمینیستی، در راستای حمایت از حقوق زنان و تسهیل مشارکت آن‌ها در فعالیت‌های اجتماعی، اقدام به پشتیبانی مالی برای حمل‌ونقل زنان در طول دوره‌های خاص کرد. او در یکی از ابتکارات جالب‌توجه خود، هزینه اجاره و استفاده از یک ون را تأمین کرد که بعدها به نام «گلوریاموبیل» شهرت یافت. این وسیله نقلیه نه تنها به‌عنوان ابزاری برای جابه‌جایی زنان در زمان روزه‌داری یا شرایط مشابه به کار گرفته شد، بلکه به نمادی از همبستگی و توانمندسازی زنان در جامعه تبدیل شد. استاینم با این کار نشان داد که چگونه می‌توان با اقدامات عملی و ملموس، موانع موجود بر سر راه حضور فعال زنان را کاهش داد و به آن‌ها کمک کرد تا در موقعیت‌های مختلف، استقلال و آزادی عمل بیشتری داشته باشند. این حرکت او بخشی از تلاش‌های گسترده‌ترش برای پیشبرد برابری جنسیتی و حمایت از حقوق زنان در عرصه‌های گوناگون بود که همچنان در تاریخ جنبش‌های اجتماعی از آن یاد می‌شود.

## سازمان ملی مشارکت زنان
سازمان ملی مشارکت زنان، به‌عنوان یکی از نهادهای پیشرو در دفاع از حقوق و توانمندسازی زنان، در اقدامی، هزینه اقامت روزه‌داران را در مسافرخانه رامادا تأمین کرد. این ابتکار با هدف فراهم کردن فضایی امن و راحت برای زنانی که در دوره روزه‌داری یا فعالیت‌های مرتبط به حمایت نیاز داشتند، انجام شد.

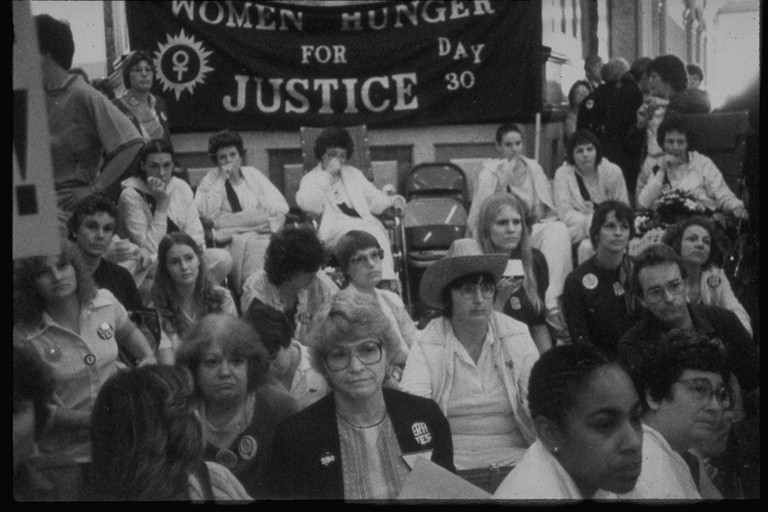
تجمع زنان گرسنه عدالت

## هیث روزه داران
سونیا جانسون در طول روزه داری بسیار بیمار بود و در دو موقعیت مختلف به زمین افتاد. گاهی او قادر به راه رفتن بدون کمک نبود. حامیان جانسون نگران بودند که جانسون مایل است در حمایت از ای آر ام بمیرد.

## شرکت‌کنندگان
هشت زن در نهایت در روزه زنان گرسنگی برای عدالت شرکت کردند. زوئی نیکلسون کتابی در مورد شرکت خود در روزه با عنوان یک قلب گرسنه: روزه یک زن برای عدالت نوشت. زنانی که در روزه شرکت می‌کردند شامل می‌شد:
- مری بارنز[۲۲]
- دینا لیسانس[۲۲]
- سونیا جانسون
- خواهر مورین فیدلر
- زوئی نیکلسون
- مری آن رئال[۲۲]
- شرلی والاس